# Episodi di Happy Days (ottava stagione)
L'ottava stagione della serie televisiva Happy Days è stata trasmessa negli Stati Uniti dall'11 novembre 1980. In Italia questa stagione è trasmessa in prima visione su Rai 1.
| nº | Titolo originale                                   | Titolo italiano                 | Prima TV USA     | Prima TV Italia |
| -- | -------------------------------------------------- | ------------------------------- | ---------------- | --------------- |
| 1  | No Tell Motel                                      | Ai genitori non far sapere...   | 11 novembre 1980 |                 |
| 2  | Live and Learn                                     | Vivi e impara                   | 18 novembre 1980 |                 |
| 3  | Dreams Can Come True                               | Quando i sogni diventano realtà | 25 novembre 1980 |                 |
| 4  | Hello, Roger                                       | Ciao, Roger!                    | 2 dicembre 1980  |                 |
| 5  | Joanie Gets Wheels                                 | Joanie a quattro ruote          | 9 dicembre 1980  |                 |
| 6  | White Christmas                                    | Bianco Natale                   | 16 dicembre 1980 |                 |
| 7  | And the Winner Is...                               | E il vincitore è...             | 30 dicembre 1980 |                 |
| 8  | If You Knew Rosa                                   | Se conoscessi Rosa              | 6 gennaio 1981   |                 |
| 9  | The Sixth Sense                                    | Il sesto senso                  | 13 gennaio 1981  |                 |
| 10 | It Only Hurts When I Smile                         | Solo quando bacio               | 27 gennaio 1981  |                 |
| 11 | Welcome to My Nightmare (o Horrow Show)            | Benvenuti nel mio incubo!       | 3 febbraio 1981  |                 |
| 12 | Broadway It's Not (o Chachi Sings, a Star Is Born) | Broadway non è qui              | 10 febbraio 1981 | -               |
| 13 | Bride and Gloom (o Fonzie and Jenny Married)       | Due sposini novelli             | 17 febbraio 1981 |                 |
| 14 | Hello, Mrs. Arcola (o Chachi's House)              | Felice di conoscerti            | 24 febbraio 1981 |                 |
| 15 | Fonzie Get Shot                                    | Una pallottola per Fonzie       | 3 marzo 1981     |                 |
| 16 | Potsie on His Own                                  | I problemi di Potsie            | 17 marzo 1981    |                 |
| 17 | Tall Story                                         | Una questione di altezza        | 7 aprile 1981    |                 |
| 18 | Scholarship                                        | La borsa di studio              | 14 aprile 1981   |                 |
| 19 | R.C. and L.B. Forever                              | Uniti per sempre                | 5 maggio 1981    |                 |
| 20 | Howard's Bowling Buddy (aka Howard's Girlfriend)   | Chi gioca a bowling?            | 12 maggio 1981   |                 |
| 21 | Mother and Child Reunion                           | Il suo nome è Angela            | 19 maggio 1981   |                 |
| 22 | American Musical                                   | Musical Americano               | 26 maggio 1981   |                 |